# كريس بورن
كريس بورن (بالإنجليزية: Chris Bourne)‏ (6 سبتمبر 1985 بإنجلترا في المملكة المتحدة - ) هو لاعب كرة قدم بريطاني في مركز الوسط. شارك مع منتخب غيانا لكرة القدم. أما مع النوادي، فقد لعب مع هيبريدج سويفتس وكانفي آيلاند وStaines Town F.C. ‏ وبيليريكاي تاون وبرينتوود تاون وCroydon Athletic F.C. ‏ وMetropolitan Police F.C. ‏ وويلينج يونايتد.

## روابط خارجية
- كريس بورن على موقع قاعدة بيانات كرة القدم.إي يو (الإنجليزية)
- كريس بورن على موقع ناشيونال فوتبول تيمز (الإنجليزية)